# Gora Akademika Graftio
Gora Akademika Graftio ist ein Berg im westantarktischen Queen Elizabeth Land. Er ragt im südlichen Teil der Neptune Range in den Pensacola Mountains auf.
Russische Wissenschaftler entdeckten und benannten ihn. Namensgeber ist der Elektroingenieur Genrich Osipovič Graftio (1869–1949).